# 368 a.C.
Il 368 a.C. (CCCLXVIII a.C. in numeri romani) è un anno  del IV secolo a.C.

## Eventi
- Cina: Zhou Xian Wang diventa re della Dinastia Zhou orientale.
- Tolomeo di Aloro succede ad Alessandro II sul trono di Macedonia.
- Roma
  - Tribuni consolari: Servio Cornelio Maluginense, Spurio Servilio Strutto, Lucio Papirio Crasso, Servio Sulpicio Pretestato, Tito Quinzio Cincinnato Capitolino, Lucio Veturio Crasso Cicurino.
  - Dittatori: Marco Furio Camillo e Publio Manlio Capitolino.

## Morti
- Alessandro II di Macedonia, sovrano macedone antico